# Pedro Juan Caballero
Pedro Juan Caballero   (Tobatí, 29 de juny de 1786 - Asunción, 13 de juliol de 1821) va ser un militar paraguaià que va participar en el moviment que va aconseguir la Independència de Paraguai. En el seu honor, la ciutat capital del departament d'Amambay porta el seu nom. En els documents que porten la seva firma el seu cognom figura amb "V" baixa.
Pedro Juan Caballero era més jove que altres integrants de la Revolució de Maig: tenia sis anys menys que Fulgencio Yegros, i vint menys que el doctor Gaspar Rodríguez de Francia. Va ser involucrat en la conspiració de l'any 20 (1820) contra el govern del doctor Francia i es va suïcidar a la seva cel·la el 13 de juliol de 1821.

## Infància i joventut
Va néixer a la rodalia del poble de Tobatí, situat al III Departament de la Cordillera, Paraguai, l'any 1786. Fill del comandant Luis Caballero de Añazco i la senyora Lucía García. Com molts dels pròcers paraguaians, va estudiar al Reial Col·legi Seminari de Sant Carles, de la ciutat d'Asunción.

## Trajectòria
Va participar en les dues batalles contra l'expedició enviada per la Junta de Buenos Aires a càrrec de Manuel Belgrano que va envair la Província rumb a Asunción amb l'objectiu d'enderrocar al governador espanyol Bernardo de Velazco. El 19 de gener de 1811, es va lliurar la primera batalla a Paraguarí, que gràcies als caps paraguaians, va resultar un triomf per a la Província, obligant a Belgrano a retirar-se cap al Sud. El 9 de març de 1811 es va lliurar la segona batalla a la vora del Riu Tacuarí on Belgrano s'havia fortificat a l'espera de reforços des de Buenos Aires. Com a resultat de la mateixa Belgrano va sol·licitar la capitulació que li va ser concedida.

## El cop
El governador espanyol Bernardo Velasco, assabentat de l'activitat política que realitzava un grup de criolls, va entrar en converses amb els portuguesos per rebre ajuda militar. Davant aquesta novetat, el Dr. Francia, va instar a accelerar el moviment revolucionari sense que s'esperés l'arribada de les tropes de Fulgencio Yegros des del sud. La nit del 14 de maig, després del toc de queda, el Capità Mauricio José Troche i un grup de conjurats es va dirigir a la Caserna de la plaça on es trobava de guàrdia, al capdavant d'un contingent de 34 curuguateños, els capitans d'urbans Vicente Ignacio Iturbe, Juan Buatista Rivarola i Pedro Juan Caballero que pertanyien al grup revolucionari.
La caserna va esdevenir el centre de la sedició. Van ser posats en llibertat els presos polítics, es van preparar les armes, es van prendre mesures de seguretat i es van enviar emissaris a l'interior per esgotar la presència en Assumpció de Fulgencio Yegros i Manuel Atanasio Cabanyes.
Simultàniament les campanes de la Catedral, tocades a sometent per Donya Juana Maria de Lara, van donar el senyal que ja estava en marxa el cop, i per tota la ciutat va córrer el crit de: enrenou a la Plaça! Diverses persones, partidàries del governador van intentar entrar a la caserna però no ho van aconseguir.

A mitjanit, Vicente Ignacio Iturbe es va presentar a la residència del governador portant una nota en què els conjurats exposaven com a causa: 
| « | «Atés qe. la Prov ª aquesta sierta de qe. habiendola defensat a costa de la seva sang, de les seves vides i dels seus Havers de l'Enemic qe. la va atacar: ara es va a lliurar a una potència estrangera, qe. no la va defensar amb el més petit auxili, qe. és la potència Portugueza; Aquest Quartel d'acord amb els oficials Patricis, i altres soldats no poden menys qe. defensar-la amb els majors esforços ... » | » |

 exigint:
- "El lliurament de la plaça, tot l'armament i les claus del Capítol".
- "El governador Velasco seguiria al govern, però associat a dos diputats nomenats pels oficials de la caserna".

Com que el governador Bernardo de Velasco no va acceptar les condicions imposades pels sediciosos, aquests van treure les tropes a la plaça i van col·locar sis canons, dos davant de la casa de govern, dos cap a la badia i després un cap a cada cap de carrer. Vicente Ignacio Iturbe va ser portador d'una nova intimació, establint un termini breu per a la resposta. El governador Velasco es va oposar a tot vessament de sang, i sortint a la porta va expressar: "Si és pel cap, jo lliuro el bastó". En conèixer la resolució del governador Velasco, el poble va sentir gran alegria. Es va hissar una bandera i es van disparar 21 canonades.

## Cap a la independència
En el ban de l'17 maig 1811 (de les 8 firmes les dues primeres són, significativament, de Pedro Juan Caballero i el Dr José Gaspar Rodríguez de Francia) es comunica a la població que el governador intendent Bernat de Velazco ha convingut amb el comandant i oficials de la Caserna governar amb el Doctor Francia i el capità Zevallos «fins a tant que en unió amb els altres veïns de la Província s'estableixi el règim i forma de Govern que ha de romandre i observar en endavant».
Així, la matinada del 15 de maig de 1811, es va posar en marxa el llarg procés independentista que ja havia estat expressat, gairebé en soledat, pel Dr. Gaspar Rodríguez de Francia, deu mesos abans, a la Junta de Notables del 24 de juliol de 1810. Posteriorment i amb el mateix argument de la connivència entre Velazco i els portuguesos es va procedir a la seva destitució quedant el govern a càrrec del Dr. Francia i el Capità Juan Valeriano Zevallos.
El Congrés General, reunit el 17 de juny de 1811, presidit pel Dr. Francia, Juan V. Zevallos i Pedro Juan Caballero va determinar la conformació, com a govern, de la Primera Junta Superior Governativa. Aquesta Junta estava formada per Fulgencio Yegros (com a President) i integrada pel Dr. José Gaspar Rodríguez de Francia, Pedro Juan Caballero, Francisco Javier Bogarín i Fernando de la Mora com a vocals. L'informe de Francisco das Chagas Santos elevat des de San Borja a Diego de Souza, el 23 d'octubre de 1811, diu «que el mateix Francia, va donar a Mariano Molas un paper en què indicava els individus que havien de ser vocals de la Junta i insinuava als oficials de la Caserna [el comandant era Cavaller] que quan Molas llegís aquest paper aplaudissin tots aprovant la proposta ... ». Pedro Juan Caballero no figura entre els signants de l'acta final del Congrés General encara si tenim el dia de l'obertura i les dues sessions següents.

## La Junta
La Junta inicia una sèrie de reformes econòmiques i culturals, com les que segueix:
- El mes de gener de 1812 crec l'Acadèmia Militar.
- La càtedra de Matemàtiques i la Societat Patriòtica Literària, organisme que va dirigir a partir de llavors a instrucció pública.
- Es va reobrir el Seminari i es van comprar llibres de Buenos Aires per fundar una Biblioteca Pública.
- L'antic Reial Col·legi Seminari de Sant Carles, va assumir el gravamen de costejar el mestre, d'aquesta manera s'implantava l'ensenyament gratuït i obligatòria.
- Es va reglamentar el funcionament de les escoles primàries, dictar instruccions per als mestres, prohibint els càstigs corporals.
- En l'econòmic, es va començar a promoure l'agricultura, el comerç, la navegació i el poblament del Chaco.
- Des del punt de vista judicial: va disposar que les apel·lacions es realitzaran davant la Junta i no davant l'Audiència de Buenos Aires, sol·licitant a aquesta institució la remissió de totes les causes criminals i civils del Paraguai. El Triumvirat de Buenos Aires va accedir a la demanda.

## La Setmana Santa de 1820
Els últims dies de la Setmana Santa de 1820, estaven fixats per la conspiració (mai fefaentment comprovada) contra el Dr. Francia qui va saber d'ella el dimarts sant, data a partir del qual van començar els arrestos. Pràcticament tots els pròcers de la Independència van caure a la presó, fins i tot aquells que havien renunciat voluntàriament a l'activitat política, com Fulgencio Yegros. El Dr. Francia va ser implacable. Alguns dels capturats van ser afusellats temps després, i es va donar inici a un període de persecucions i repressió que alguns van demonitzar anomenant-lo "El Terror".
Pedro Juan Caballero va ser capturat en aquest mateix moment, i es va suïcidar a la seva cel·la un any després, el 13 de juliol de 1821. S'explica que a la seva cel·la va deixar escrit amb la seva pròpia sang "Sé que el suïcidi va contra les lleis de Déu i l'Home, però la set del Tirà de la meva Pàtria no ha d'aplacar-se amb la meva".